# Gnidia compacta
Gnidia compacta är en tibastväxtart som först beskrevs av C.H. Wr., och fick sitt nu gällande namn av James Henderson Ross. Gnidia compacta ingår i släktet Gnidia och familjen tibastväxter. Inga underarter finns listade i Catalogue of Life.